# Toxonprucha stunia
Toxonprucha stunia är en fjärilsart som beskrevs av William Schaus 1901. Toxonprucha stunia ingår i släktet Toxonprucha och familjen nattflyn. Inga underarter finns listade i Catalogue of Life.